# NGC 1593
NGC 1593 (również NGC 1608, IC 2077, PGC 15447 lub UGC 3082) – galaktyka soczewkowata (S0), znajdująca się w gwiazdozbiorze Byka.
Odkrył ją Albert Marth 7 listopada 1863 roku. Niezależnie odkrył ją Lawrence Parsons 1 stycznia 1876 roku. Ponieważ jednak pozycje obliczone przez obu astronomów się różniły, John Dreyer uznał, że to dwa różne obiekty i skatalogował obserwację Martha jako NGC 1593, a Parsonsa jako NGC 1608. NGC 1593 przez wiele lat uznawana była za obiekt zaginiony, gdyż w pozycji Martha nic nie ma – okazało się, że popełnił on błąd w rektascensji wielkości jednej minuty.